# Lene Tranberg

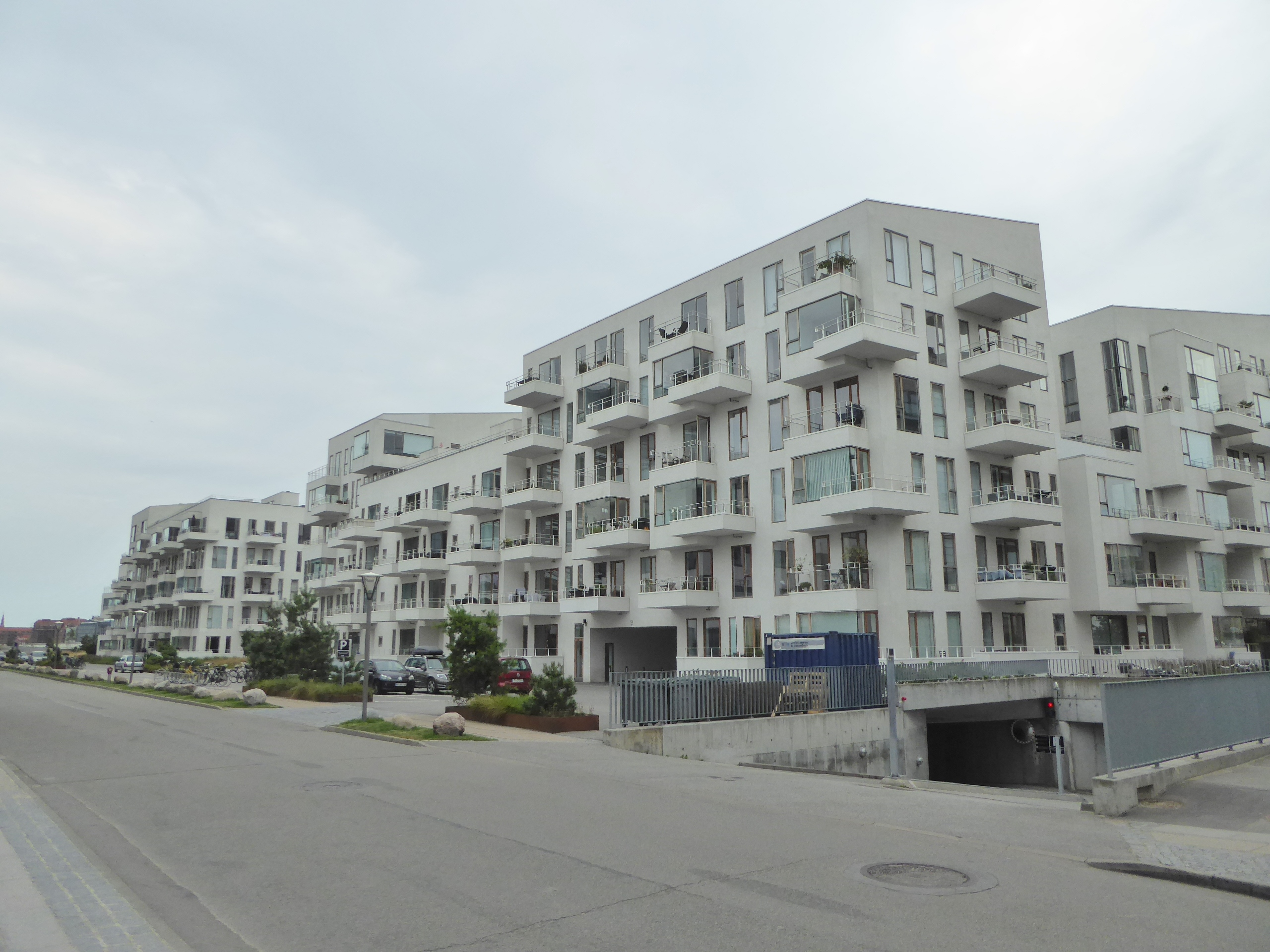
Lundgaard & Tranberg, apartamentos Havneholmen, en Vesterbro, Copenhague

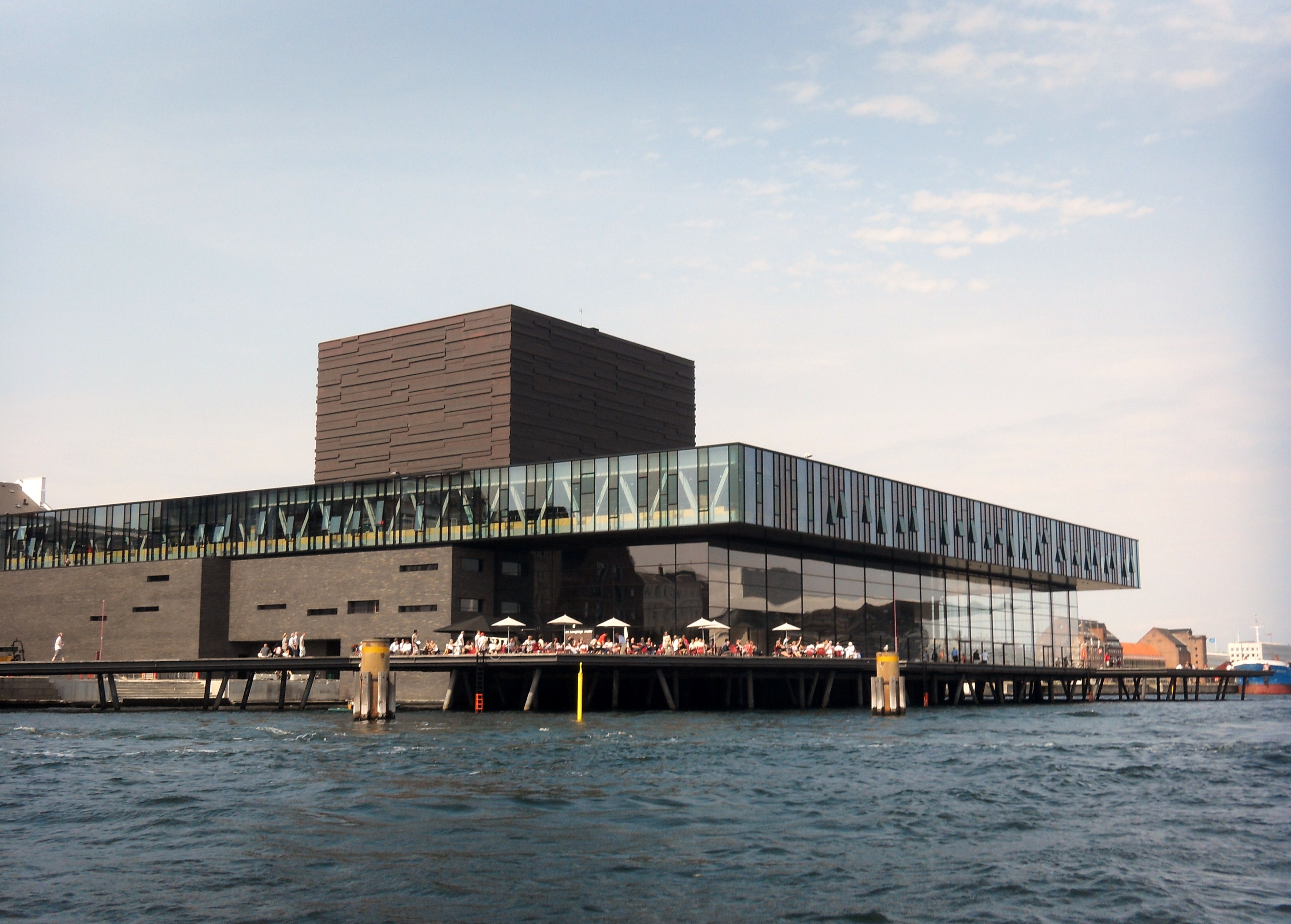
Lundgaard & Tranberg, Royal Danish Playhouse, Copenhague

Lene Tranberg, socia de honor de American Institute of Architects (Copenhague, 29 de noviembre de 1956) es una arquitecta danesa, arquitecta jefa y socia de fundadora de Lundgaard & Tranberg.

## Historia
Lene Tranberg nació en Copenhague en 1956. En 1977, fue admitida en la Escuela de Arquitectura la Real Academia de Bellas Artes de Dinamarca, donde estudió con Erik Christian Sørensen. En 1983, un año antes de graduarse, cofundó Lundgaard & Tranberg con Boje Lundgaard. La firma ganó prominencia tras el cambio de milenio con una serie de edificios de alto perfil en Copenhague, entre los que destacan las residencias estudiantiles Tietgenkollegiet residencias estudiantiles y el Royal Danish Playhouse. En general, se considera que ambos se encuentran entre los edificios daneses con más éxito de la década.
Paralelamente a su carrera como arquitecta practicante, Tranberg comenzó a enseñar en la Academia en 1986 y trabajó allí como becaria de 1989 a 1998. También ocupó numerosos cargos en el mundo de la arquitectura danesa, incluido el de CEO del Danish Architecture Centre de 1998 a 2002.

## Premios y distinciones

### Distinciones individuales
- 1994 Medalla Eckersberg (con Boje Lundgaard)
- 2002 Premio Honorírfico Dreyer (con Boje Lundgaard)
- 2005 Premio de Arquitectura Nykredit
- 2005 Medalla C. F. Hansen
- 2010 Mujer Empresaria danesa del Año[5]
- 2008 Fondo del Jubileo del Banco Nacional de Dinamarca
- 2010 Caballero de la Orden de Dannebrog[6]
- 2010 Socio de Honor, Instituto americano de Arquitectos[7]
- 2014 La Medalla de Arquitectura Príncipe Eugen[8]

### Distinciones para proyectos
- 2006 RIBA Premio europeo por Kilen[9]
- 2007 RIBA Premio europeo por elTietgenkollegiet[10]
- 2008 RIBA Premio europeo por Royal Danish Playhouse[9]
- 2008 iF premio de diseño del producto por Real Playhouse silla de teatro
- Premio de Diseño de Punto rojo para Silla de teatro del Royal Playhouse